# 徐工集团挖掘机械有限公司
徐工集团挖掘机械有限公司（简称徐工挖机），位于中国江苏省徐州市，是中国最大的工程机械制造商-徐工集团旗下的全资子公司，主营业务为挖掘机械。被徐工集团定位为战略支柱企业。